# Ho-Ho-Kus
Ho-Ho-Kus ist eine Stadt im Bergen County, New Jersey, USA. Das U.S. Census Bureau hat bei der Volkszählung 2020 eine Einwohnerzahl von 4.258 ermittelt.

## Geografische Daten
Die geographischen Koordinaten der Stadt sind 41°0'6" nördliche Breite und 74°6'9" westliche Länge.
Nach dem United States Census Bureau hat die Stadt eine Gesamtfläche von 4,5 km², wovon 0,57 % Wasser ist.

## Geschichte
In Ho-Ho-Kus liegt eine National Historic Landmark, das neogotische Wohnhaus The Hermitage. Fünf Bauwerke des Orts sind insgesamt im National Register of Historic Places (NRHP) eingetragen (Stand 24. Oktober 2018).

## Demografische Daten
Nach der Volkszählung von 2000 gibt es 4.060 Menschen, 1.433 Haushalte und 1.199 Familien in der Stadt. Die Bevölkerungsdichte beträgt 900,9 Einwohner pro km². 92,66 % der Bevölkerung sind Weiße, 0,59 % Afroamerikaner, 0,10 % amerikanische Ureinwohner, 5,22 % Asiaten, 0,20 % pazifische Insulaner, 0,37 % anderer Herkunft und 0,86 % Mischlinge. 1,97 % sind Latinos unterschiedlicher Abstammung.
Von den 1.433 Haushalten haben 38,7 % Kinder unter 18 Jahre. 76,6 % davon sind verheiratete, zusammenlebende Paare, 6,1 % sind alleinerziehende Mütter, 16,3 % sind keine Familien, 14,6 % bestehen aus Singlehaushalten und in 7,1 % Menschen sind älter als 65. Die Durchschnittshaushaltsgröße beträgt 2,82, die Durchschnittsfamiliengröße 3,11.
27,5 % der Bevölkerung sind unter 18 Jahre alt, 3,3 % zwischen 18 und 24, 26,6 % zwischen 25 und 44, 27,3 % zwischen 45 und 64, 15,2 % älter als 65. Das Durchschnittsalter beträgt 41 Jahre. Das Verhältnis Frauen zu Männer beträgt 100:91,9, für Menschen älter als 18 Jahre beträgt das Verhältnis 100:88,2.
Das jährliche Durchschnittseinkommen der Haushalte beträgt 129.900 USD, das Durchschnittseinkommen der Familien 144.588 USD. Männer haben ein Durchschnittseinkommen von 92.573 USD, Frauen 54.091 USD. Der Prokopfeinkommen der Stadt beträgt 63.594 USD. 2,1 % der Bevölkerung und 2,6 % der Familien leben unterhalb der Armutsgrenze, davon sind 0,7 % Kinder oder Jugendliche jünger als 18 Jahre und 1,6 % der Menschen sind älter als 65.